# Peter Glossop (Tontechniker)
Peter Glossop (geb. vor 1971) ist ein Tontechniker und Tonmeister.

## Leben
Glossop begann seine Karriere im Filmstab 1971 als Tonassistent bei den Dreharbeiten zu Stanley Kubricks Uhrwerk Orange. In den 1970er Jahren folgten weitere Filme, an denen er die Tonangel führte, darunter der Kultfilm The Rocky Horror Picture Show. In den 1980er Jahren hatte er sich zum Tonmeister hochgearbeitet und arbeitete in dieser Funktion unter anderem an Der Bauch des Architekten und Verliebt in Chopin. 1995 begann eine langjährige Zusammenarbeit mit Kenneth Branagh, unter dem Glossop unter anderem an den Shakespeare-Verfilmungen Hamlet und Verlorene Liebesmüh’, sowie den Thrillern 1 Mord für 2 und Jack Ryan: Shadow Recruit arbeitete. Zwischen 2005 und 2010 wirkte Glossop auch an fünf Spielfilmen von Woody Allen, darunter Match Point und Vicky Cristina Barcelona.
1999 war er für John Maddens Shakespeare in Love zusammen mit Robin O’Donoghue und Dominic Lester für den Oscar in der Kategorie Bester Ton sowie den BAFTA Film Award in der Kategorie Bester Ton nominiert, beide Auszeichnungen gingen in diesem Jahr jedoch an Steven Spielbergs Kriegsfilm Der Soldat James Ryan.

## Filmografie (Auswahl)
- 1971: Uhrwerk Orange (A Clockwork Orange)
- 1975: The Rocky Horror Picture Show
- 1987: Der Bauch des Architekten (The Belly of an Architect)
- 1991: Verliebt in Chopin (Impromptu)
- 1992: Stürmische Leidenschaft (Emily Brontë’s Wuthering Heights)
- 1995: Othello
- 1996: Hamlet
- 1998: Shakespeare in Love
- 2000: Verlorene Liebesmüh’ (Love’s Labour’s Lost)
- 2001: Gosford Park
- 2005: Match Point
- 2006: Goyas Geister (Los fantasmas de Goya)
- 2007: 1 Mord für 2 (Sleuth)
- 2008: Vicky Cristina Barcelona
- 2014: Jack Ryan: Shadow Recruit
- 2017: Sieben Minuten nach Mitternacht (A Monster Calls)

## Auszeichnungen (Auswahl)
- 1999: Oscar-Nominierung in der Kategorie Bester Ton für Shakespeare in Love
- 1999: BAFTA-Film-Award-Nominierung in der Kategorie Bester Ton für Shakespeare in Love